# Хаген им Бремишен
Хаген им Бремишен (њем. Hagen im Bremischen) општина је у њемачкој савезној држави Доња Саксонија. Једно је од 57 општинских средишта округа Куксхафен. Према процјени из 2010. у општини је живјело 3.939 становника. Посједује регионалну шифру (AGS) 3352019.

## Географски и демографски подаци
Хаген им Бремишен се налази у савезној држави Доња Саксонија у округу Куксхафен. Општина се налази на надморској висини од 14 метара. Површина општине износи 27,2 km². У самом мјесту је, према процјени из 2010. године, живјело 3.939 становника. Просјечна густина становништва износи 145 становника/km².